# Primera División de Uruguay 1918
Campeonato Uruguayo de Fútbol 1918 var den 18:e säsongen av Uruguays högstaliga i fotboll. Ligan spelades som ett seriespel där samtliga tio lag mötte varandra vid två tillfällen. Totalt spelades 90 matcher med 230 gjorda mål.
Peñarol vann sin sjätte titel som uruguayanska mästare. Tidigare hade man spelat under namnet CURCC, och detta var den första ligasegern under det nya namnet Club Atlético Peñarol.

## Deltagande lag
Tio lag deltog i mästerskapet; nio från Montevideo, och Universal från San José de Mayo.
Misiones flyttades upp från föregående säsong. Det var lagets första säsong i Primera división.

## Poängtabell
| Nr | Lag                  | S  | V  | O | F  | GM | IM | MS  | P  |
| -- | -------------------- | -- | -- | - | -- | -- | -- | --- | -- |
| 1  | Peñarol              | 18 | 15 | 2 | 1  | 43 | 5  | +38 | 32 |
| 2  | Nacional             | 18 | 14 | 2 | 2  | 52 | 9  | +43 | 30 |
| 3  | Universal            | 18 | 8  | 7 | 3  | 25 | 16 | +9  | 23 |
| 4  | Dublin               | 18 | 9  | 3 | 6  | 31 | 22 | +9  | 21 |
| 5  | Montevideo Wanderers | 18 | 9  | 1 | 8  | 25 | 21 | +4  | 19 |
| 6  | Reformers            | 18 | 5  | 6 | 7  | 9  | 22 | −13 | 16 |
| 7  | Central              | 18 | 4  | 6 | 8  | 13 | 21 | −8  | 14 |
| 8  | River Plate FC       | 18 | 4  | 6 | 8  | 16 | 40 | −24 | 14 |
| 9  | Charley              | 18 | 2  | 4 | 12 | 11 | 37 | −26 | 8  |
| 10 | Misiones             | 18 | 0  | 3 | 15 | 5  | 37 | −32 | 3  |